# Магдангал, Джолина
Мари́я Джоли́на Пе́рес Магданга́л (исп. Maria Jolina Perez Magdangal; 6 ноября 1978, Хагоной, Булакан, Филиппины) — филиппинская актриса и певица.

## Биография
Мария Джолина Перес Магдангал родилась 6 ноября 1978 года в Хагоное (провинция Булакан, Филиппины) в семье Генерезо Магдангал и Полетт Перес-Магдангал. У Джолины есть брат и сестра — Джонатан Магдангал и Мелани Магдангал.

## Карьера
В юном возрасте, она успешно заполнила большие концертные площадки по всей стране, в Соединенных Штатах, Австралии, Канаде, Европе, Ближнем Востоке и Азии.
В 2004 году она была ведущей реалити-шоу талантов. В 2010 году она вошла в состав детского прайм-тайм. В 2011 году она стала частью «Iglot».
Сотрудничала с Рикой Пералехо.

## Личная жизнь
С 19 ноября 2011 года Джолина замужем за ударником Марком Эскуэта. У супругов есть сын — Пеле Иньиго Эскуэта (род. 19 февраля 2014).